# سمفونی شماره ۲ (فرانک)
سمفونی شماره ۲ در رِ ماژور اُپوس ۳۵، دومین سمفونی از سه سمفونیِ لوئیز فَرانْک (۱۸۰۴–۱۸۷۵)، آهنگساز فرانسوی سبک رمانتیک است. فَرانْک این اثر را در سال ۱۸۴۵ و حدود سه سال پس از سمفونی شماره ۱ خود نوشت.
فَرانْک این سمفونی را در پاریس تصنیف کرد و نخستین بار در ۳ مهٔ ۱۸۴۶ به رهبریِ تئوفیل تیلمان در سالن کنسرواتوار اجرا شد.

## موومان‌ها
سمفونی شماره ۲ فَرانْک در چهار موومان تصنیف شده‌است:
1. آندانته ـ آلگرو
2. آندانته
3. اسکرتسو. ویواچه
4. آندانته ـ آلگرو

اجرای سمفونی شماره ۳ فَرانْک، به‌طور معمول، بین ۳۰ تا ۳۵ دقیقه به طول می‌انجامد.